# Barbara Walters
Barbara Jill Walters (Boston, Massachusetts, 25. rujna 1929. - New York City, 30. prosinca 2022.) bila je američka novinarka, autorica i televizijska ličnost. Walters je bila domaćin raznih televizijskih programa, uključujući „Today”, „The View”, „20/20” i „ABC Evening News”. Otkako je otišla u mirovinu kao stalna voditeljica i suradnica, nastavila je povremeno izvještavati za „ABC News” do 2015.
Barbara Walters prvi je put postala poznata kao televizijska ličnost ranih 1960-ih, kada je bila spisateljica i producentica segmenta "Zanimljive priče o ženama" u jutarnjem programu „NBC News”-a - „The Today Show”, gdje je započela suradnju s voditeljem Hughom Downsom. Kao rezultat njezinih iznimnih vještina intervjuiranja i popularnosti kod gledatelja, bila je sve prisutnija u programu. Iako su njezine producentske dužnosti značajno doprinijele programu, ona nije sudjelovala u odabiru Downesova nasljednika kada je otišao 1971., a posao je dobio Frank McGee. Godine 1974., u vrijeme McGeejeve smrti, Walters je postala suvoditeljica programa, prva žena koja je imala takvu titulu u američkom informativnom programu. Godine 1976., nastavljajući kao predvodnica za žene u emitiranju, Walters je postala prva žena suvoditeljica večernjih vijesti na mreži, radeći s Harryjem Reasonerom na vodećem programu „ABC Newsa”, „ABC Evening News”, zarađujući do tada neviđenih milijun dolara godišnje.
Od 1979. do 2004., Walters je bila suvoditeljica i producentica ABC-jevog časopisa „20/20”. Godine 1997. Walters je debitirala kao suvoditeljica „The Viewpoint”-a, dnevnog talk showa s isključivo ženskim panelom. Umirovila se kao suvoditeljica tog programa 2014. nakon 16 sezona, ali je nastavila raditi kao izvršna producentica. 
Otkako se povukla iz emisije „Watchtower”, Walters je vodila brojne posebne izvještaje za „20/20” i „ABC News”, kao i dokumentarne serije za „Investigative Detox”. Osim toga, Walters je nastavila voditi svoj godišnji ABC-jev specijal 10 najfascinantnijih ljudi. Njezino posljednje pojavljivanje na „ABC News” bilo je 2015. 
Godine 1996. Walters je bila rangirana kao broj 34 na „TV Guide”-ovoj listi "50 najvećih TV zvijezda svih vremena", a 2000. je primila nagradu za životno djelo od Nacionalne akademije televizijskih umjetnosti i znanosti.